# Videojuego de rol multijugador masivo en línea

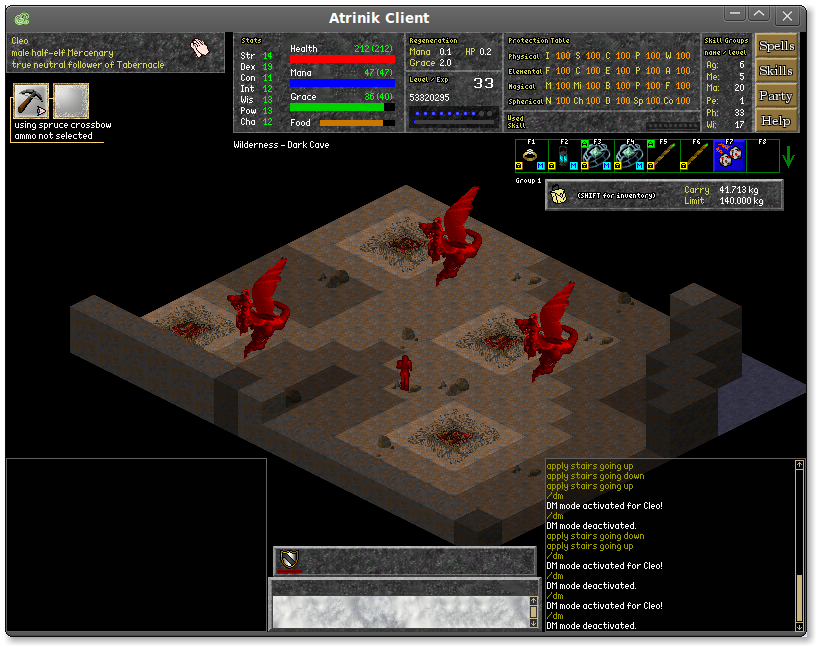
Atrinik, un MMORPG libre ambientado en un mundo de fantasía medieval.

Los videojuegos de rol multijugador masivos en línea o MMORPG (sigla en inglés de massively multiplayer online role-playing game), son videojuegos de rol que permiten a miles de jugadores introducirse en un mundo virtual de forma simultánea a través de internet e interactuar entre ellos. Consisten, en un primer momento, en la creación de un personaje, del que el jugador puede elegir raza, profesión, armas, etc. Una vez creado el personaje el jugador puede introducirlo en el juego e ir aumentando niveles y experiencia en peleas JcJ (jugador contra jugador) o JcE (jugador contra entorno) o llevando a cabo diversas aventuras o completando misiones.
Este género de videojuegos difiere de un juego de rol en línea multijugador no masivo en que estos últimos tienen un número limitado de jugadores, es decir, los MMORPG admiten cierta cantidad de jugadores simultáneos dependiendo de características del juego (como tamaño de mapa y jugabilidad) y la capacidad del servidor.

## Introducción
Todos los MMORPG siguen el modelo cliente-servidor. Los jugadores, que usan el programa cliente, son representados en el mundo del juego a través de un avatar o representación gráfica de su personaje. Los proveedores, normalmente los creadores del juego, guardan el mundo persistente en el que habitan estos jugadores. Esta interacción entre un mundo virtual, siempre disponible para jugar, y un oscilante flujo mundial de jugadores es lo que caracteriza a los juegos de rol multijugador masivos en línea.
Una vez que un jugador entra en el mundo virtual, puede participar en una amplia variedad de actividades con otros jugadores a lo largo de todo ese mundo. Los desarrolladores de MMORPG se encargan de supervisar el mundo virtual y ofrecer a los usuarios un conjunto de actividades y mejoras constantemente actualizado, para garantizar el interés de sus clientes.
Debido a que la mayoría de los MMORPG son comerciales, los jugadores muchas veces deben comprar el programa cliente, pagar un precio mensual para acceder al mundo virtual, o ambas. Existen juegos en línea gratuitos en Internet, la calidad de producción de estos solía ser menor comparada con sus homólogos de pago, últimamente muchos de estos optan por ofrecer un servicio gratuito con posibilidad de pagos para mejoras de accesorios y otros. Los juegos de acceso gratuito encuentran fuentes de financiación en los micropagos, es decir, compras con pequeñas cantidades de dinero real por parte de los usuarios de objetos virtuales accesorios para el juego (p. ej. pociones de salud para el avatar, mascotas, elixires, ropajes, etc.).
Los MMORPG son inmensamente populares, con varios juegos comerciales superando los millones de suscriptores. Corea del Sur ostenta los mayores valores de suscripción, con millones de usuarios registrados en unos pocos juegos populares.

## Características comunes
Aunque los MMORPG han evolucionado considerablemente, la mayoría comparten varias características:
- Un estilo de juego típico de los juegos de rol tradicionales, que incluye misiones y sistema de recompensa basado en la recogida de tesoros.
- Un sistema de desarrollo de estadísticas, normalmente relacionado con niveles y puntos de experiencia.
- Una economía basada en el trueque y una unidad monetaria o más de una.
- Un mundo situado en un contexto medieval con personajes, misiones e historia principal relacionados con este contexto.
- Organización de los jugadores en clanes, estén o no soportados directamente por el juego.
- Moderadores del juego y, en algunas ocasiones, personas retribuidas por vigilar el mundo.

## Historia
Los MMORPG son videojuegos herederos de los MUD o videojuegos en línea no gráficos, de las aventuras conversacionales —como Adventure, Sherwood Dungeon y Zork— de los juegos de rol de mesa —como el clásico Dungeons & Dragons—, todos ellos nacidos en la década de 1970.
A finales de la década de 1970, Plato System desarrolló un MMORPG pseudo-3D a base de líneas, llamado Moria (no confundir con el juego llamado Moria para VAX VMS).
El primer MMORPG comercial basado en texto (aunque el concepto de «masivo» requeriría de cierto contexto en términos de los mainframes de mediados de la década de 1980) fue Islands of Kesmai de Kelton Flinn y John Taylor, que vino a la vida en 1984 al precio de 12 dólares la hora, ofertado a través de CompuServe.
Hábitat, un entorno gráfico diseñado por LucasArts en el que sus usuarios podían interactuar, charlar e intercambiar objetos debutó en una versión reducida bajo el nombre de Club Caribe en America Online en 1988. Aunque no era un juego propiamente dicho, su combinación de gráficos, avatares, y chat fue revolucionario para la época.
A principios de la década de 1990, el uso comercial de Internet fue limitado por las políticas de uso aceptable de la NSFNET. En consecuencia, los primeros juegos en línea confiaron para su distribución en servicios propietarios como CompuServe, GEnie —donde se crearon juegos como Gemstone III, Dragon's Gate y Federation II— y America Online. Cuando estas restricciones fueron relajadas, las compañías de juegos tradicionales y los servicios en línea empezaron a lanzar juegos a través de Internet.
El primer MMORPG comercial basado en texto en trasladarse de un proveedor de red propietario (CompuServe, en este caso) a Internet fue Legends of Future Past, diseñado por Jimm Hanckock y Camila Rode. Era un juego de rol de corte fantástico que proporcionaba un mundo en evolución y game masters (directores de juego) profesionales que conducían los eventos en línea. El juego se ofreció a través de Internet al precio de 3,60 dólares por hora en 1992, y estuvo en funcionamiento hasta el año 2000.
El primer MMORPG gráfico fue Neverwinter Nights, del diseñador Don Daglow y la programadora Cathryn Mataga, que nació en AOL en 1991 y se mantuvo hasta 1997. El proyecto fue personalmente liderado y aprobado por el presidente de AOL Steve Case, y costaba 6 dólares por hora de juego.
Siguiendo a Neverwinter Nights apareció The Shadow of Yserbius, un MMORPG dentro de The Sierra Network, que funcionó desde 1992 hasta 1996. TSN era un servicio por horas, aunque también ofrecía un servicio ilimitado por 119,99 dólares al mes, hasta que AT&T, tras adquirir TSN, lo limitó estrictamente al servicio por horas.
The Realm Online fue uno de los primeros MMORPGs con éxito, lanzado por Sierra Online en 1996. Incluía un motor gráfico de dos dimensiones (bastante básico) y un sistema de niveles de personajes del estilo de Dungeons & Dragons. Tenía una interfaz de usuario básica y un sistema de combate por turnos, también inspirado en el sistema D&D.
A Ultima Online (1997) se le acredita la popularización del género. El juego se caracterizaba por un abono de suscripción mensual (introducido por primera vez en 1996 por el juego Meridian 59) en vez del tradicional pago por hora; desde entonces, el abono se ha convertido en el estándar de la mayoría, si no todos, los MMORPGs. Este nuevo modelo de precios ha sido visto también como la motivación para que las empresas trasladaran su clientela objetivo de captar a los «jugadores compulsivos» (aquellos que consumía muchas horas y por lo tanto pagaba grandes cantidades) a una audiencia mucho mayor y por lo tanto más amplia. M59 y UO también crearon el precedente de las suscripciones de 10 dólares mensuales, una cantidad que más tarde se ha incrementado gradualmente a través del género. Estos fueros los primeros juegos que usaron y extendieron el término «multijugador masivo».
Mientras tanto, los juegos en línea comerciales se hicieron extremadamente populares en Corea del Sur. Nexus: The Kingdom of the Winds, diseñado por Jake Song, comenzó su explotación comercial en 1996, consiguiendo en algún momento acercarse al millón de suscriptores. El siguiente juego de Song, Lineage (1998) alcanzó el millón de suscriptores en Corea y Taiwán, proporcionando a sus desarrolladores, NCsoft, la fuerza necesaria para asentarse en el mercado global de los MMORPGs durante los años venideros.
Entre otros se activo el juego con el nombre de Tibia, fue creado en 1997, año en el que los responsables de la actual CipSoft aún no eran una empresa. Fue en 2001, cuando se pusieron más serios y fundaron la actual empresa, con denominación social CipSoft GmbH.
Lanzado en marzo de 1999 por Verant, y más tarde adquirido por Sony Online Entertainment, EverQuest popularizó los MMORPGs de fantasía en Occidente. Fue durante 5 años el MMORPG de más éxito comercial de los Estados Unidos, y la base para 10 expansiones (hasta septiembre de 2005) y varios juegos derivados. Varios medios de comunicación generalistas, entre ellos la revista TIME, han escrito artículos sobre EQ, enfocadas generalmente en las controversias y cuestiones sociales inspiradas por su popularidad. Asheron's Call, lanzada a finales de 1999 fue otro éxito, conformándose lo que en algunas ocasiones se ha denominado los «tres grandes» originales de finales de los 90 (UO, EQ, AC). El futuro parecía ser prometedor, ya que Origin reveló que había comenzado a desarrollar Ultima Online 2.
Para finales de los 90 el concepto de juegos en línea multijugador masivos había traspasado las fronteras hacia nuevos géneros como los juegos de estrategia o los juegos de acción en primera persona. Surgió la etiqueta MMOG (massively multiplayer online game) para agrupar a todos ellos con independencia de su género. Sin embargo algunos de estos juegos, como el MMOG de acción en primera persona World War II Online (2001), heredaron parte del componente RPG de los MMORPG originales.
Para los fanes del género, el año 2000 fue relativamente tranquilo mientras los desarrolladores e inversores se decidían a entrar en el mercado en expansión de los MMORPGs. Dark Age of Camelot, lanzado en el año 2001 puede considerarse el sucesor de los tres grandes en el campo de los juegos de fantasía: además de en su buen lanzamiento, su éxito reside en su facilidad para aumentar niveles y en su sistema integrado de lucha Jugador contra Jugador (player versus player o PvP). El caso contrario fue el del lanzamiento en junio de ese mismo año de Anarchy Online, un MMORPG de género de ciencia ficción plagado de errores y problemas en su inicio, lo que le reportó una mala fama duradera --a pesar de haber sido corregidos los errores en menos de un mes.
El crecimiento de los tres grandes se estancó en el año 2001. Este hecho junto con la cancelación de UO2 mientras aún estaba en desarrollo, hizo pensar que posiblemente el mercado había alcanzado su punto de saturación. Con el objetivo de mantener a los jugadores pagando sus cuotas de abono mensuales, las compañías tuvieron que inventar nuevos incentivos. Sony Online Entertainment (SoE), por ejemplo, ofrece una «tarifa plana» que permitir jugar a cualquiera de los juegos en línea de su amplio catálogo: desde los «clásicos» EverQuest y Planetside a los más recientes EverQuest II y Star Wars Galaxies. Los jugadores achacan a las altas cuotas, a la falta de soporte e información y al desinterés de las grandes compañías por reinvertir el dinero en mejorar sus MMOG como las principales razones del estancamiento sufrido por el género.
El 31 de agosto de 2002 sale Ragnarök Online en Corea de la mano de Gravity Corp. y causa furor en sus primeros años extendiendo licencias a diferentes países, caracterizándose por sus sistemas particulares y la mezcla de escenarios 3D y sprites 2D.
En 2004 apareció en el mercado uno de los juegos MMORPG más valorado por los jugadores, y que aún disfruta de una gran popularidad, Empire Strike.
El 23 de noviembre de 2004 salió a la venta World of Warcraft, creado por la compañía Blizzard y distribuido por VUG. Este juego batió récords en su género, ya que llegó a superar la increíble cifra de 12 millones de jugadores. World of Warcraft destaca por su facilidad de uso, su interactividad y por los escenarios gigantescos sin cargas que conforman un universo continuo (excepto al entrar en una instancia o viajar a otro continente). No obstante, ha tenido problemas de infraestructura por la cantidad de jugadores, lo que les ha obligado a ampliar sus servidores, además de medidas de última hora de Blizzard para reducir el tráfico de jugadores. Se le ha atribuido el título de «mejor juego» o «juego del año» en varios medios.[cita requerida] Hasta ahora, World of Warcraft es el juego con más suscriptores de la historia, y su expansión "The Burning Crusade" fue la expansión más rápidamente vendida en la historia (2.400.000 unidades en la primera hora).[cita requerida] Blizzard lanzó su cuarta expansión llamada World of Warcraft: Cataclysm, el 7 de diciembre de 2010, Después de 1 mes en el mercado, World of Warcraft Cataclysm bate el récord de ventas con 4.7 millones de copias vendidas alrededor del mundo.
El lanzamiento de Guild Wars el 28 de abril de 2005 sorprendió al ser el primer juego en explotar comercialmente un juego de rol en línea con cuota única de abono (se paga solamente una vez, al comprar el juego) ha sido aceptado por miles de jugadores. Guild Wars no comparte con los MMORPG típicos ni el sistema de pago, ni el sistema de persistencia, ni una gran inversión de tiempo en el juego, ni siquiera la dependencia de un gran número de servidores que impone la arquitectura de software de sus homólogos.
El 4 de agosto de 2005, el gobierno de China anuncia que prohíbe todo tipo de juegos «violentos» a los menores de 18 años. Entre los juegos considerados violentos se incluyen todos los que permitan el combate Jugador contra Jugador, una característica común entre los MMORPGs. Más tarde, en agosto del mismo año, el gobierno chino impone restricciones a los videojuegos en línea de manera que un jugador no pueda jugar más de 3 horas consecutivas.

## Atención académica
Los MMORPG han empezado a atraer mucha atención del mundo académico, sobre todo de los campos de la economía y la psicología. Edward Castronova se ha especializado en el estudio de mundos virtuales (MUD, MMOG, y conceptos similares). La mayoría de sus escritos, como "Virtual Worlds: A First-Hand Account of Market and Society on the Cyberian Frontier" (2001) han examinado las relaciones entre las economías del mundo real y las economías sintéticas.
Con la creciente popularidad del género, un cada vez mayor número de psicólogos, sociólogos y antropólogos estudian las acciones e interacciones de los jugadores de tales juegos. Uno de los más famosos de estos investigadores es Sherry Turkle. Otro investigador es Nick Yee, el cual ha entrevistado más de 35000 jugadores de MMORPG durante los últimos años, centrándose en los aspectos psicológicos y sociológicos de estos juegos. Su investigación puede ser encontrada en el Proyecto Daedalus.

## Desarrollos amateur o libres
Muchos pequeños equipos de programadores y artistas amateurs han intentado crear su propio MMORPG. Un proyecto de esta clase puede costar entre tres o cuatro años (de media), y los desarrollos amateurs pueden incluso superarlo debido a la falta de tiempo, mano de obra o dinero. Además, el coste para mantener los servidores puede ser la razón más importante para terminar abandonando el proyecto. Los MMORPG gratuitos generalmente se basan en el tiempo libre invertido por un pequeño grupo de programadores, artistas y diseñadores del juego.
La mayoría de estos juegos no pueden competir gráficamente con ningún juego comercial, aunque su principal ventaja es en el escaso o nulo coste, o por su excelente rendimiento en equipos informáticos antiguos. Uno de los más prometedores MMORPG gratuito es Planeshift, que ya se puede jugar, con unos excelentes gráficos a la altura de proyectos comerciales como EverQuest, además de estar basado en software libre y seguir siendo gratuito, con lo que quizás sea la alternativa más prometedora. También son prometedores los proyectos Navarea Online y Yuty Online, este último generado sobre un motor de videojuego desarrollado desde principios del año 2005 por el Proyecto SAFIRO de la compañía AIO-Tech Corporation. En la actualidad estos dos videojuegos están en fase de pruebas, pero en la versión final prometen tener un gran nivel de calidad, así como el DOMO juego de gran calidad desarrollado por Aeria games, desarrollador con experiencia ya que tiene una buena cantidad de títulos en su haber.
En este sentido, los MUD, al tratarse de juegos de texto, muestran un mayor nivel de éxito a la hora de ser lanzados y mantenidos por grupos amateurs, ya que el tiempo de programación -en el que no hay diseño gráfico- y el coste de mantenimiento es mucho menor. Buen ejemplo de esto es Reinos de Leyenda, iniciado en 1996 por varios estudiantes de la Universidad de Valencia y ahora mantenido por un grupo de voluntarios, y algunos otros proyectos como Medina o Petria hoy ya desaparecidos.

## Para navegador web
Con el éxito de este género en años recientes, varios videojuegos multijugador que usan navegadores web como su plataforma principal han empezado también a usar la denominación de MMORPG. La mayoría recogen la tradición de los videojuegos basados en texto las antiguas BBSs, y anteceden la idea moderna de un MMORPG. Los MMORPG para navegador son generalmente juegos más sencillos que sus contrapartidas para clientes, normalmente basándose en un videojuego por turnos y estrategias más simples (del tipo "construye un gran ejército, y ataca a otros jugadores para conseguir oro"), aunque se pueden encontrar interesantes variaciones de los temas habituales. La mayoría de estos juegos son más parecidos a los videojuegos de estrategia por turnos o a los wargames que a los juegos de rol propiamente dichos. En Planetarion los jugadores controlan planetas y flotas de naves espaciales; en Kings of Chaos el jugador comanda un ejército en vez de un simple personaje. En Pardus el jugador controla un personaje que posee una nave espacial y gana puntos de experiencia mediante el comercio o la lucha, de una forma similar al clásico Elite. En BattleMaster el mundo nunca se "reinicia", de forma que algunos reinos de jugadores llevan existiendo más de cinco años reales mientras otros reinos se han creado y han sido destruidos en ese mismo período, desarrollándose su propia historia virtual, vivida y escrita por los propios jugadores.
Uno de los primeros ejemplos de un MMORPG para navegador es Archmage, que se remonta a principios de 1999. El jugador tomaba el rol de un mago de la edad media con poderes arcanos, e intentaba dominar una porción de territorio, pero este proyecto se fue al traste por la gran cantidad de errores que la empresa desarrolladora no logró corregir, además de los continuos ataques de hackers que recibía. Actualmente, un MMORPG basado en navegador, Kings of Chaos, arroja una población de jugadores de centenares de miles. Su popularidad se debe principalmente al sistema de enlace recíproco, donde cada jugador proporciona más soldados a otros jugadores pulsando sobre el enlace único de cada uno de ellos. Otros ejemplos de videojuegos de este estilo son Legend of the Green Dragon y World of Phaos; ambos son software libre, lo que permite que cualquiera pueda crear un servidor con su propio juego. Otro juego muy popular y enteramente satírico es Kingdom of Loathing.
Como se ve, no hay límites para este tipo de videojuegos; la imaginación y las posibilidades que ofrece la Web 2.0 y los actuales lenguajes de programación permiten ofrecer una gran variedad de experiencias, aunque sin algunas características de los videojuegos de escritorio, como gráficos avanzados o escenas en movimiento.
Algunos de los videojuegos más populares de este tipo se han convertido en negocio a través de suscripciones de usuario. Las suscripciones ayudan a mantener los servidores del juego y generalmente proporcionan también algunas ventajas adicionales (pero no esenciales) en el juego.
Otros videojuegos para navegador web aprovechan las características de los navegadores, y los lenguajes o técnicas de programación como Java o Flash, JavaScript, AJAX, PHP y MySQL, etc., para hacer MMORPG gráficos para navegadores, como Runescape, que son mucho más parecidos a los de cliente tradicionales.
En este momento es muy común observar que algunos juegos que fueron diseñados para el navegador web ya no están disponibles en dicho formato. Un ejemplo bien conocido es Runescape (y Old School RuneScape).

## El componente de rol
Al contrario que la mayoría de los videojuegos, los MMORPGs ofrecen la posibilidad no solo de interactuar con otros jugadores, sino de crearse toda una historia alrededor de tu personaje, ser parte de una comunidad en línea, y tener una reputación. Algunos juegos ofrecen esta posibilidad, como Ragnarok Online o Silkroad Online. En juegos como este, hay diferentes trabajos, vocaciones, profesiones, etc, que los personajes van desarrollando a medida que progresan en el juego y se adquieren generalmente a niveles medios del desarrollo. Los MMORPGs suelen tener ambientación medieval como Abbatia (aunque algunos son futuristas, e incluso existen algunos basados en otros universos alternativos como City of Heroes) y la dinámica de las vocaciones son normalmente: diferentes tipos de magos y druidas que usan todo tipo de magia, caballeros que luchan cuerpo a cuerpo, arqueros que usan arcos, y algunos juegos tienen mercaderes. Los nombres puede cambiar, pero la dinámica es la misma en todos los MMORPGs. Generalmente, las vocaciones se complementan entre ellas, con la intención de ampliar la comunidad.

## Desafíos del género
La mayoría de los MMORPGs necesitan de gran cantidad de recursos de desarrollo para superar los obstáculos logísticos asociados con un esfuerzo de producción tan enorme. Los juegos en línea requieren mundos virtuales, significativos requisitos de hardware (servidores y ancho de banda), y un departamento de soporte dedicado. A pesar de los esfuerzo de los desarrolladores --conscientes de estos temas-- las reseñas frecuentemente citan poblaciones no óptimas (mundos superpoblados o al contrario, casi abandonados), lag (retardo) y pobre soporte como los problemas más comunes de los juegos de este género. Estos problemas tienden a ser peores en los MMORPGs gratuitos. En teoría, MMORPGs con tecnología P2P escalarían mejor, al repartirse la carga de recursos entre los participantes, pero aspectos prácticos como el ancho de banda asimétrico y el alto consumo de CPU de los motores de renderizado hacen impracticable estos MMORPGS "peer to peer". Además, se harían vulnerables a otros problemas como las trampas (cheats).
Varios MMORPGs han sufrido dificultades técnicas durante sus primeros días (o semanas) de funcionamiento. Los primeros éxitos como Ultima Online o EverQuest lograron pasar esta etapa con pocos daños permanentes. Otros juegos han tenido graves fallos, acabando en última instancia en la cancelación, si eran lanzados prematuramente y tenían frecuentes correcciones de errores, periodos de parada o cambios estructurales en el juego que llevaran a los jugadores a abandonarlo. Debido a estos problemas, juegos como Anarchy Online o World War II Online lucharon con fuerza para volver a ganar buena fama tras un primer mes desastroso, y lo consiguieron cuando estabilizaron sus servidores. En el otro extremo,Empire Strike, Dark Age of Camelot o por ejemplo City of Heroes no mostraron síntomas de este tipo de problemas.
Además de los desafíos propios de hacer un videojuego, los diseñadores también tienen que enfrentarse a problemas únicos de este género:

### Estado del mundo
Es muy extraño que en un MMORPG las acciones de un único jugador afecten al estado general del mundo virtual donde se desarrolla el juego. Existen claras dificultades en plantear líneas argumentales donde cientos o miles de jugadores son simultáneamente El Elegido, o El Portador del Anillo, aunque existen algunas excepciones, como los videojuegos aún en desarrollo por DJMM Pictures y VDM Studios, (Night Wars OnLine, SkyWarriors OnLine, Avernia OnLine, The Agency OnLine, Assasins OnLine y Space-Map OnLine), en los que el entorno reacciona de forma hiperrealista a las acciones de cada jugador, y dependiendo de las acciones de cada personaje, su historia individual se irá alterando. En Wakfu, un juego hiperrealista, uno cumple la función de un personaje dentro de un ecosistema totalmente autosustentable: Los jugadores poseen incluso la capacidad de exterminar una especie vegetal o animal.
Estas dificultades han hecho surgir una gran diferencia entre los clásicos RPG y los MMORPG. En los guiones clásicos de alta fantasía compartidos por la mayoría de RPGs, el jugador es el héroe, que con sus propias manos se encarga de salvar (o conquistar) el mundo. Los MMORPGs, en cambio, típicamente se sitúan en un reino de "baja fantasía", donde cada jugador es un personaje relativamente secundario en una historia referida a una vasta nación, tribu o clan de jugadores de aproximadamente la misma importancia. En este tipo de juegos se incluye uno de los más valorados por los jugadores Empire Strike.
A pesar de los problemas obvios, frecuentemente aparecen subtramas de "alta fantasía" en los MMORPGs. En Runescape y también en Tibia (videojuego), por ejemplo, a estas subtramas se les denomina "quests". Las quests son misiones especiales, que solo pueden realizarse una vez por jugador, pero todas las quests pueden ser realizadas por todos los jugadores. Este planteamiento requiere de cierta suspensión colectiva o "incredulidad" por parte del resto de jugadores, que ven como un jugador repite una subtrama común (y frecuentemente bien conocida) de la historia. Aunque los PNJs y otros elementos del juego puedan reaccionar de distinta forma en estas situaciones, dependiendo del estado individual de sus quests, no hay cambios generales que afecten a lo que les ocurre al resto de jugadores.
Hay algunas excepciones notables. En A Tale in the Desert, el mundo del juego termina cuando los jugadores cumplen ciertos criterios. De forma similar, en Nationstates, es posible para un pequeño grupo de jugadores tomar el control efectivo de todo el juego mediante el control de ciertos territorios. El juego Achaea (MUD) tiene un modelo político y económico que permite que ciertos jugadores puedan obtener un significativo poder sobre amplios grupos.

### Composición del mundo
Diferentes juegos gestionan la composición de sus mundos de forma diferente. Juegos como Trickster Online, Maple Story, EverQuest, Anarchy Online, Final Fantasy XI y Granado Espada se componen de zonas regionales. La transición de una zona a otra hace uso de un proceso conocido entre los jugadores como "zoneado" (zoning), en el cual los datos son, efectivamente, cargados para esa "zona" en particular. Como consecuencia del "zoneado", los monstruos no pueden seguir a los jugadores a la siguiente zona. Una desventaja de este sistema es que la inmersión en el juego se pierde durante el periodo de espera.
Otros juegos han tomado la decisión de hacer sus mundos continuos (seamless, literalmente "sin costuras"). Juegos como Asheron's Call, Ultima Online, World of Warcraft o The Matrix Online permiten viajar de un punto del mundo a otro sin zonas de transición. Sin embargo, en muchos de estos juegos existen ciertos momentos en los que hay períodos de carga, como por ejemplo al ir a una mazmorra o al viajar a un continente diferente.
Ambos sistemas tienen sus limitaciones técnicas, principalmente relacionadas con los requerimientos de memoria o de uso de ancho de banda por parte del programa cliente, así como el modo de gestionar el mundo por parte de los servidores.

#### Efectos de la compresión de datos
La mayoría de los MMORPGs almacenan sus datos en un formato comprimido para ahorrar espacio en la computadora del cliente. A medida que se juega, secciones de los datos se descomprimen y quedan listas para su uso. Este proceso de descompresión cuesta tiempo y ralentiza el computador.
Los juegos basados en zonas optimizan la velocidad del juego y el uso de memoria haciendo la descompresión exclusivamente en el momento en que el jugador entra en una nueva zona. Puede tardarse un tiempo en entrar a la zona mientras los datos son preparados, pero una vez la descompresión ha terminado, el juego es más rápido y fluido.
Los entornos continuos no tienen momentos de transición para hacer la descompresión, así que el trabajo se hace continuamente, en pequeños trozos, a la vez que el jugador se mueve a través del mundo. Esto toma su tiempo, y en ocasiones puede provocar que el juego se "congele" momentáneamente cuando el sistema trata de descomprimir grandes cantidades de datos necesarios para una nueva zona.

#### Efectos de la gestión de los servidores
Un juego que basa su mundo en zonas puede ser extremadamente grande y acomodar un gran número de jugadores, debido a que cada zona individual puede ser gestionada por un único servidor, usando una granja de servidores coordinados para formar el mundo entero. Transitar de una zona a otra supone mover al jugador de un servidor a otro.
Los juegos basados en zonas pueden experimentar los que se llama "caída de zona", cuando el servidor que da soporte a una región del mundo deja de funcionar. El resto de las zonas que forman el mundo continúan funcionando normalmente alrededor del área inactiva, mientras que los avatares atrapados en la zona caída no pueden volver a entrar en el juego hasta que el servidor afectado sea reparado.
Los entornos continuos suelen tener el mundo completo del juego en un único servidor. Si dicho servidor cae, todo el mundo se desconecta a la vez, y ningún lugar del juego es accesible.
Anarchy Online está basado en zonas, y permite albergar a miles de jugadores con sólo tres mundos primarios (o dimensiones, como son llamados allí). El entorno de World of Warcraft, en cambio, es continuo (excepto en el caso de las instancias), pero necesita de un centenar de mundos separados para acomodar a todos sus jugadores.
EVE Online tiene un único mundo, lo que permite que coexistan decenas de miles de jugadores en el mismo escenario.

#### Impactos sociales de la composición del mundo
Los entornos continuos tienen un efecto social negativo debido al hecho de que necesitan un gran número de copias del mismo mundo jugado para albergar a todos los jugadores del mismo. Sin embargo, este problema puede remediarse si los grupos de amigos de la vida real acuerdan entrar en el área gobernada por el mismo servidor.
Es habitual entre la gente participante en MMORPGs el hecho de formar amistades duraderas, que frecuentemente se conservan cuando los jugadores se mueven a nuevos juegos. Pero como los entornos continuos normalmente solo pueden acomodar a un número limitado de jugadores, a veces no todo el mundo puede jugar en el mismo servidor, y estos lazos sociales se rompen. Algunos MMORPGs, sin embargo, permiten tener varios avatares con la misma cuenta, lo que contrarresta esta situación en cierto grado.

## MMORPG en las videoconsolas
El primer MMORPG para videoconsola fue Phantasy Star Online para Sega Dreamcast. Este juego, publicado en 2000, no cuajó debido a la falta de ADSL (o DSL) en un gran número de países. No obstante fue el precursor del género en las consolas.
No hubo otro intento de esparcir el género en las consolas hasta la llegada de Final Fantasy XI para PlayStation 2 en 2002 (y más tarde para Xbox 360).
Con la llegada de la nueva generación de consolas Xbox One y PlayStation 4, la desarrolladora Digital Extremes, lanzó Warframe en 2013, que revolucionó el género por su apartado gráfico y jugabilidad, más tarde, en 2014, saldría Destiny, para hacer competencia a Warframe ganándose un puesto importante en el género, hasta 2024, pues la desarrolladora de Destiny 2 redujo su plantilla de trabajadores deteniendo en seco la continuación de la saga, justo en ese momento, en julio de 2024, Nexon anuncio un nuevo juego, The First Descendant, un juego LOOTER SHOOTER que, sin pertenecer al género MMORPG, tuvo una buena acogida, ya que el juego trataba de imitar las mejores cosas de Warframe y Destiny.